# 国务院国有企业改革领导小组
国务院国有企业改革领导小组，是中华人民共和国国务院成立的国务院议事协调机构，负责领导国有企业改革工作。

## 沿革
2014年11月，《经济参考报》报道称，由国务院副总理马凯任组长的国务院国有企业改革领导小组已经成立，组成部门包括国资委、发改委、工信部、财政部、人保部、人民银行、证监会、银监会等。国企改革整体方案由国务院国有企业改革领导小组总揽，具体方案由国资委、财政部、发改委、人社部分工负责。其中，国资委负责国企的功能定位和分类改革，财政部负责资本经营预算等资本管理体制改革，发改革负责制定混合所有制改革办法，人社部负责薪酬改革方案发布后的细则制定。同月，国务院国资委公开披露的信息称，国务院国有企业改革领导小组第一次、第二次会议已召开。2015年3月7日，中央全面深化改革领导小组办公室常务副主任、国家发展和改革委员会副主任穆虹在列席全国政协经济界别联组会议时证实，国务院已成立国务院国有企业改革领导小组，“由国务院领导同志亲自挂帅”。

## 职责
国务院国有企业改革领导小组的主要职责是统筹研究和协调解决国有企业改革中的重大问题和难点问题。

## 组成人员
| 2014年成立时的组成人员是： 组长 - 马凯（国务院副总理） 副组长 - 王勇（国务委员） 成员 （不详） | 2018年7月18日《国务院办公厅关于调整国务院国有企业改革领导小组组成人员的通知》（国办发〔2018〕64号）调整后的组成人员是： 组长 - 刘鹤（国务院副总理） 副组长 - 王勇（国务委员） 成员 - 肖亚庆（国资委主任） - 高选民（中央组织部副部长） - 穆虹（中央改革办副主任） - 孟扬（国务院副秘书长） - 连维良（发展改革委副主任） - 罗文（工业和信息化部副部长） - 甘藏春（司法部党组成员） - 许宏才（财政部部长助理） - 邱小平（人力资源社会保障部副部长） - 范一飞（人民银行副行长） - 翁杰明（国资委副主任） - 鲜祖德（统计局副局长） - 周亮（银保监会副主席） - 阎庆民（证监会副主席） |

## 办事机构
国务院国有企业改革领导小组的办事机构是国务院国有企业改革领导小组办公室，设在国务院国资委。历任办公室主任、副主任是：

| 主任 - 张毅（2014年－2016年2月，国资委主任） - 肖亚庆（2016年2月－，国资委主任） | 副主任 - 张喜武（2014年－2017年，国资委副主任） - 翁杰明（2018年－，国资委副主任） |